# Dmitri Olegowitsch Malzew
Dmitri Olegowitsch Malzew (russisch Дмитрий Олегович Мальцев; * 20. Januar 1991 in Omsk, Russische SFSR) ist ein russischer Eishockeyspieler, der zuletzt bis Oktober 2017 beim HK Sotschi in der Kontinentalen Hockey-Liga unter Vertrag steht.

## Karriere
Dmitri Malzew begann seine Karriere als Eishockeyspieler in seiner Heimatstadt in der Nachwuchsabteilung des HK Awangard Omsk. Von dort wechselte er 2005 in die Nachwuchsabteilung von Lokomotive Jaroslawl, für dessen zweite Mannschaft er von 2007 bis 2009 in der drittklassigen Perwaja Liga aktiv war. Anschließend spielte der Angreifer drei Jahre lang für die Juniorenmannschaft Loko Jaroslawl in der multinationalen Nachwuchsliga Molodjoschnaja Chokkeinaja Liga. Parallel gab er für die nach dem Flugzeugabsturz bei Jaroslawl neu formierte Profimannschaft von Lokomotive Jaroslawl in der Saison 2011/12 sein Debüt in der Wysschaja Hockey-Liga, der zweiten russischen Spielklasse. 
In der Saison 2012/13 wurde er Stammspieler für Lokomotive Jaroslawl in der Kontinentalen Hockey-Liga, spielte parallel auch weiterhin in der Wysschaja Hockey-Liga für die zweite Mannschaft von Lokomotive.
Im August 2014 verließ er den Verein und wechselte mit Witali Sotow zu Metallurg Nowokusnezk, ein Jahr später kehrte er zusammen mit Sotow zu Lokomotive zurück.